# Louis-Callixte Lasserre
Louis-Callixte Lasserre OFMCap (* 6. April 1839 in Vézeronce; † 22. August 1903) war ein französischer katholischer Geistlicher und Kapuziner.
Am 22. August 1862 wurde er zum Priester für Kapuzinerorden geweiht.
Am 15. März 1881 ernannte Papst Leo XIII. ihn zum Titularbischof von Titularbistum Marocco o Murruecos und Koadjutor-Apostolischen Vikar von Galla, Äthiopien.  Am 10. Dezember 1882 weihte Louis-Taurin Cahagne, Apostolischer Vikar von Galla, ihn zum Bischof. 
Bevor er als Apostolischer Vikar nachfolgen konnte, ernannte ihn der Papst zum Präfekt von Aden im Jemen, einem Gebiet, das zuvor zum Apostolischen Vikariat Galla gehörte. Am 25. April 1888 wurde er zum Apostolischen Vikar von Aden ernannt. Am 28. Juni 1889 wurde das Apostolische Vikariat umstrukturiert und Lasserre wurde zum ersten Apostolischen Vikar von Arabien ernannt. Im April 1900 nahm Papst Leo XIII. seinen Rücktritt an.